# Juraj Hatrík
Juraj Hatrik (født 1. maj 1941 i Orkucany, Tjekkoslovakiet , død den 21. maj 2021) var en slovakisk komponist, professor og lærer.
Hatrik studerede komposition på Musikkonservatoriet i Bratislava (1958-1962) hos Alexander Moyzes. Han underviste herefter som lærer i musikteori på Musikkonservatoriet i Kosice. Hatrik skrev to symfonier, sinfonietta, opera, orkesterværker, kammermusik, koncertmusik, filmmusik, klaverstykker, korværker, sange etc. Han underviste som professor i komposition på Universitetet for Musisk kunst i Bratislava fra (1965).

## Udvalgte værker
- Symfoni nr. 1 "Uden at være" (1979) - for orkester
- Symfoni nr. 2 "VICTOR" (1986-1987) - for orkester
- Sinfonietta (1962) - for orkester
- Sang "Til minde om Alexander Moyzes" (1984)